# Бакри и Буснаш
«Бакри́ и Бусна́ш» (первоначально — «Бра́тья Бакри́») — крупная еврейская финансово-торговая компания, действовавшая в конце XVIII — начале XIX веков в Алжире, в то время входившем в качестве автономной единицы в состав Османской империи. Была основана в 1782 году четырьмя братьями — Иосифом, Иаковом, Соломоном и Мардохеем Бакри под названием «Братья Бакри», к которым в 1797 году присоединился Нафтали Буснаш, после чего компания сменила имя. К концу XVIII века компания стала настолько могущественной, что получила эксклюзивные права на экспорт алжирской пшеницы и в значительной мере определяла внешнюю политику Алжира. Крупные поставки пшеницы в кредит во Францию в период Французской революции и правления Наполеона привели к образованию многомиллионного долга Франции перед компанией. Долг был уступлен правительству Алжира, но по версии алжирских властей, так и не был погашен, что привело к заметным трениям между властями Алжира и Франции и, в конечном итоге, к захвату Алжира французскими войсками и присоединению к Французской колониальной империи. Вскоре после этого компания была ликвидирована.

## История

### Ранняя история
Около 1770 года еврейский предприниматель Михаил Коэн Бакри переехал из итальянского города Ливорно в Алжир. В 1782 году четверо сыновей Михаила — Иосиф, Иаков, Соломон и Мардохей основали компанию «Братья Бакри», которая со временем стала одной из крупнейших торговых компаний своего времени. Пятый брат Авраам не вошёл в число учредителей компании, но участвовал в некоторых её предприятиях.
В 1723 году в Алжир иммигрировал Нафтали Буснаш, а годом позже — Авраам Буснаш. Сын Авраама, которого также звали Нафтали, разбогател на службе у Мустафы бен Уснаджи — бея Титтери в 1775—1795 годах. После того как сестра (по другим данным — племянница) Нафтали вышла замуж за сына Иосифа Бакри Давида, в 1797 году Нафтали Буснаш вошёл в число учредителей компании, которая с этого времени стала называться «Бакри и Буснаш».

### Взлёт компании

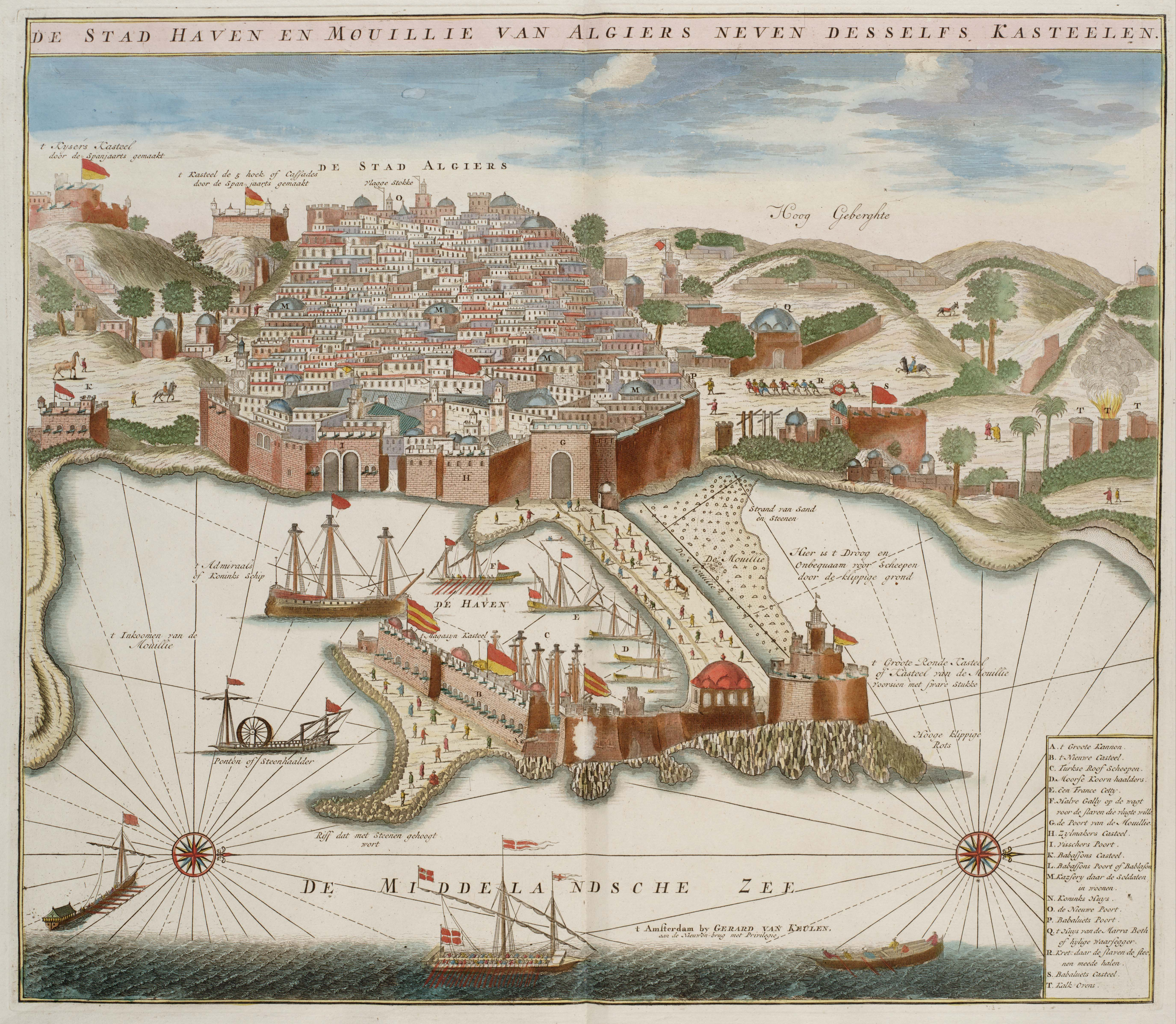
Алжирский порт. Художник Герард ван Кёлен

Благодаря своим связям в торговых кругах разных стран и наличию широкого круга информаторов, «Бакри и Буснаш» смогли оказывать правительству Алжира (в то время имевшего полуавтономный статус в составе дряхлеющей Османской империи) услуги по предоставлению информации о ситуации в различных государствах зачастую лучше и быстрее, чем официальная турецкая разведка. Они также могли сообщать алжирским деям о настроениях в народе и в окружении самих деев. Со временем это сделало их незаменимыми помощниками дея Хасана III (1791—1798), министром финансов при котором стал старый друг Буснаша Мустафа бен Уснаджи. Сам Буснаш получил от Мустафы пост распорядителя государственной казны. После смерти Хасана Буснаш добился назначения Мустафы новым деем (под именем Мустафы II, 1798—1805), что дало компании невиданные доселе преференции.
По информации американского консула в Алжире Ричарда О’Брайена (1799—1803), флот компании составлял 170 судов, они имели агентов во всех крупных портах Средиземноморья, а их капитал имел гигантский по тем временам размер в 5 500 000 долларов. Годовой объём импортно-экспортных товаров из Алжира, перевозимых судами «Бакри и Буснаша», составлял 2 500 000 долларов и состоял из пшеницы, солода, шерсти и оливкового масла, причём компания имела монополию на экспорт зерна из Алжира. Суда компании плавали от Нью-Йорка до Салоник.
Фирма стала настолько могущественной, что могла противостоять британскому правительству и выкупать захваченные французскими корсарами и алжирскими пиратами корабли стран антифранцузской коалиции и их грузы. Вероятно, успех компании был связан не только с деловыми качествами Бакри и Буснаша и даже не только с расположенностью к ним алжирских властей — вероятно, многие алжирские и турецкие чиновники предпочитали анонимно инвестировать в еврейскую торговую компанию, получая прибыль за счёт связи тех с соплеменниками в Европе и Америке.

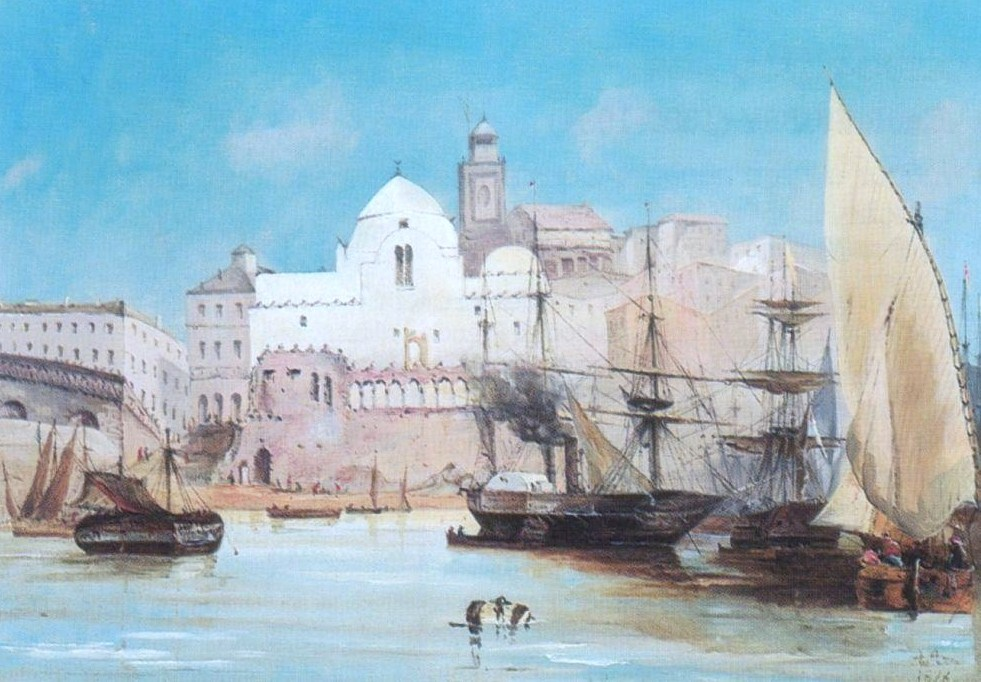
Алжирский порт в XIX веке. Художник Адольф Аз

Компания также вела бизнес по предоставлению иностранным консулам кредитов для выкупа содержавшихся в алжирском плену рабов из христианских государств. Французский консул Вальер (фр. Vallière) и его американский коллега Барлоу в 1796 году, равно как и сменивший Барлоу Ноа в 1813 году, писали в своих донесениях о том, что Алжир попал под власть евреев, и все решения при дворе принимают они. Многие из подобных решений принимались за взятки — так американские представители Барлоу и Доналдсон сообщали в 1796 году в Вашингтон, что передали «Бакри и Буснашу» 10 000 цехинов (18 000 долларов) и только благодаря этому смогли добиться подписания мирного договора. Американский агент Кин (англ. Keen) информировал упоминавшегося выше Ноа о проведённых им переговорах с Иаковом Бакри в 1814 году, в ходе которых собеседник запросил 2 000 000 долларов за подписание договора с Соединёнными Штатами о беспрепятственном прохождении судов последних через Гибралтарский пролив. По мнению того же Кина, 10 % от этой суммы предназначались компании «Бакри и Буснаш», а остальное шло дею и его сановникам.

### Хлебные поставки во Францию
В условиях случившейся в 1789 году во Франции революции, Алжир оказался одной из немногих стран, признавших и поддержавших республиканское правительство. В результате начавшейся революционной сумятицы, во многих средиземноморских департаментах страны начался голод, и французское правительство занялось поиском зерна на внешних рынках. Наиболее удобной страной для таких закупок был располагавшийся на противоположном берегу Средиземного моря Алжир. Уполномоченными на осуществление таких закупок стали «Африканская компания» и пришедшее ей на смену «Национальное африканское агентство». Однако, в условиях имевшейся у «Бакри и Буснаша» монополии на экспорт зерна с одной стороны, и постоянной нехваткой у французов средств — с другой, они были вынуждены обратиться за кредитом к Бакри. Те добились предоставления деем беспроцентного кредита в размере 1 000 000 франков на закупку алжирского зерна через «Бакри и Буснаш», и компания производила его массовые поставки во Францию в 1793—1798 годах.
Всё это подстегнуло французский антисемитизм — владельцы разорившихся французских торговых компаний обвиняли «Бакри и Буснаш» в недобросовестной конкуренции, а марсельские судовладельцы в том, что те науськивают дея к захвату их судов в открытом море, чтобы затем по дешёвке купить их на аукционах в алжирских портах. Французский консул в Алжире Жанбон Сент-Андре обвинял алжирских евреев в том, что англичане уговаривают их присоединиться к блокаде Франции и не отгружать туда свои товары. Это было отчасти верно, англичане действительно вели такие переговоры, но в случае с «Бакри и Буснаш» обвинения не имели под собой оснований, так как те были слишком привязаны к французской торговле. Тем не менее, обвинения оказали своё действие, и французская исполнительная директория воспользовалась ими как предлогом для прекращения выплат кредита компании «Бакри и Буснаш».

### Французский долг

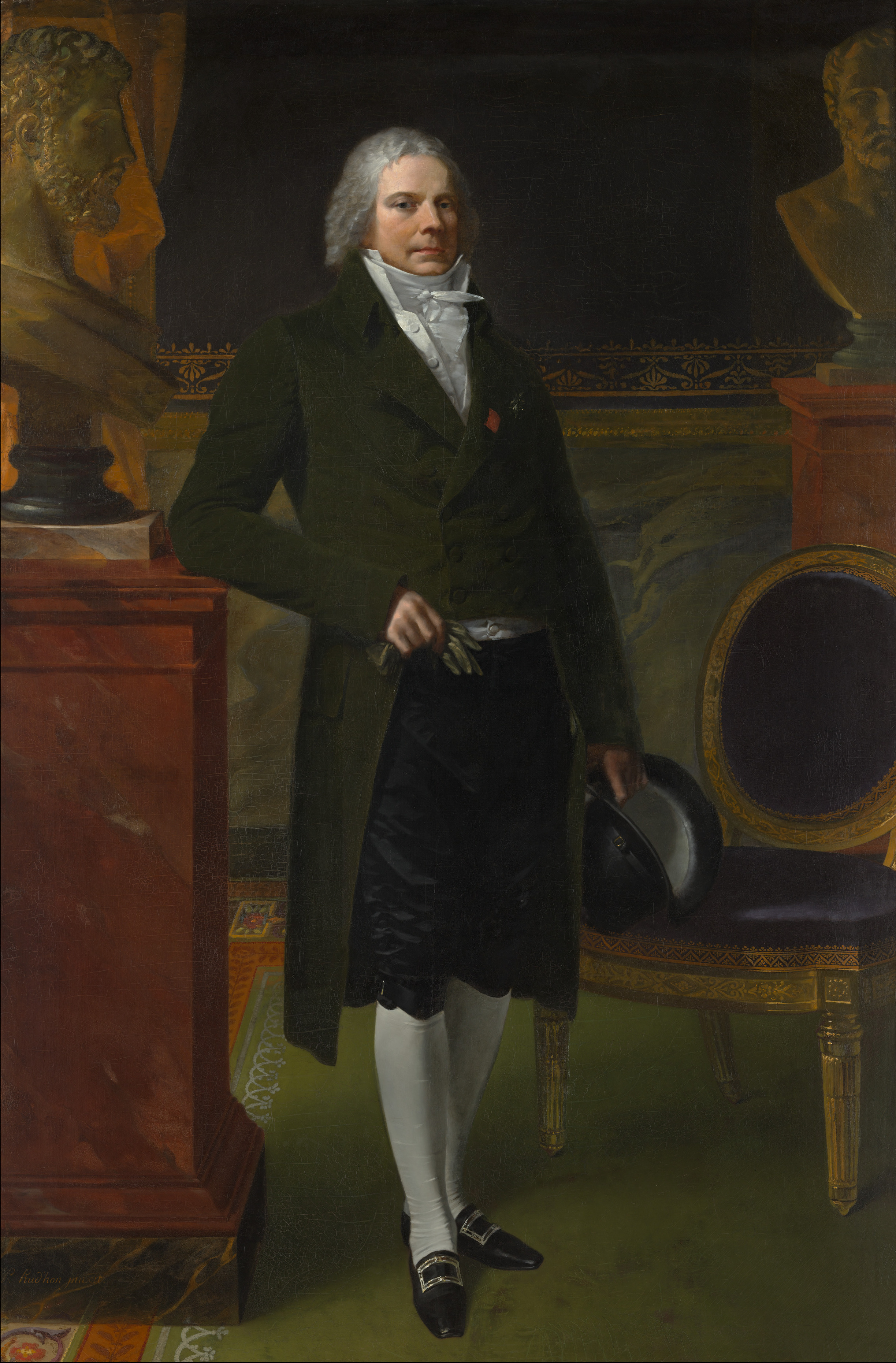
Талейран. Художник Пьер Поль Прюдон

В ситуацию вмешался дей, который потребовал от французского правительства оплаты долга, поскольку имел свой интерес в предприятии. Находившийся в Париже Иаков Бакри свёл близкое знакомство с министром иностранных дел Талейраном, и Франция заявила о своём согласии выплатить долг. Однако, Франция вступила в войну против Турции, в которую неизбежно должен был бы быть втянут Алжир, поэтому оплата долга так и не началась. Директория запросила у «Бакри и Буснаша» поставки продовольствия для снабжения французских египетской, итальянской и рейнской армий, и оно было им поставлено (снова в кредит), несмотря на противодействие англичан, требовавших депортации Бакри из Алжира.
В 1799 году под давлением Турции бей был вынужден объявить войну Франции, но практически не вёл боевых действий. В 1800—1801 годах в Тунисе произошли мирные переговоры между французским и алжирским правительствами, в которых в качестве посредников участвовали Бакри. Они одолжили представителю Талейрана 1 000 000 франков на подарки дею, после чего мир был заключён. После прекращения войны Франция признала долг по отношению к компании «Бакри и Буснаш» в размере около 8 000 000 франков, из которых она сразу выплатила 3 725 000 франков и чуть позднее — ещё 1 200 000 франков.
В 1802 году из-за непрекращающихся нападений алжирских пиратов на французские суда отношения между странами снова ухудшились и Франция прекратила выплату своего долга компании, вновь выросшего к тому моменту до 7 000 000 франков. Тем временем, 28 июня 1805 года в результате организованного покушения Нафтали Буснаш был убит, и всё управление компанией вновь перешло к братьям Бакри.
Во время правления Наполеона никаких выплат торговому дому «Бакри и Буснаш» Франция не производила. К вопросу погашения долга удалось вернуться лишь в 1815 году после возвращения Бурбонов на французский трон. В 1816 году французский консул Деваль, Пьер подтвердил готовность своей страны оплатить долг, но к тому моменту Бакри (на которых наседали их собственные кредиторы) оценивали его размер в 24 000 000 франков. После проведённых переговоров французам удалось сократить размер выплат до 7 000 000 франков, соглашение об этом было подписано 28 октября 1819 года. Позднее соглашение было утверждено новым деем Хусейном III, а 24 июля 1820 года — Национальным собранием Франции.
Франция выплатила 2 500 000 франков в счёт погашения долга, однако Бакри вскоре выяснили, что согласованной суммы недостаточно для оплаты их кредиторам, после чего стали настаивать на пересмотре соглашения в сторону увеличения суммы выплаты. Тем временем кредиторы торгового дома стали уже сами обращаться к французскому правительству с требованиями погасить задолженность. Иаков Бакри, будучи не в состоянии расплатиться по своим долгам из-за задержки платежей из Франции, в 1824 году обратился за кредитом к английскому консулу, но получил отказ. Дей арестовал Иакова Бакри, поскольку полагал, что тот скрывает от него часть уже полученных платежей по кредиту. Одновременно с этим дей обратился к французскому правительству с требованием переписать долг на него, полагая, что таким образом его будет легче получить, и с требованием отозвать из Алжира Деваля, которого подозревал (возможно, небеспочвенно) в закулисных соглашениях с Бакри.

### Конфронтация

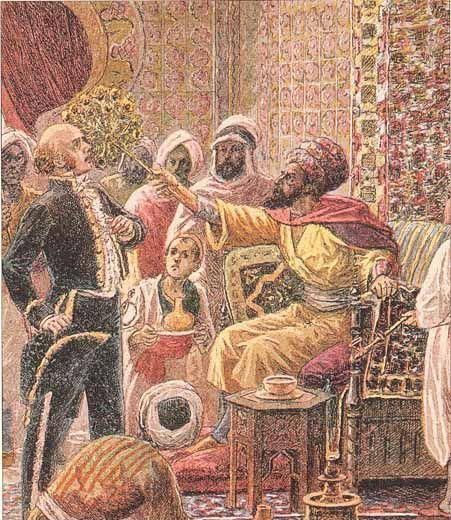
Дей бьёт консула веером по лицу. Французский рисунок XIX века

Тем временем, Франция продолжала оказывать давление на Алжир из-за непрекращающихся атак алжирских пиратов на французские суда. В октябре 1826 года французский фрегат встал на рейд алжирской столицы, чтобы подкрепить эти требования демонстрацией силы, а 28 февраля 1827 года французский министр иностранных дел барон де Дамас подтвердил готовность его государства придерживаться соглашения 1819 года о выплате долга, но увязал это с необходимостью покончить с пиратством и с компенсацией Алжиром ущерба, наносимого пиратами. 30 апреля 1827 года, по окончании священного для мусульман месяца рамадан, во дворце дея состоялся дипломатический приём, на котором присутствовал весь дипломатический корпус, в том числе — французский консул Деваль. Дей спросил того, собирается ли Франция выплачивать долг, тот что-то ответил. Монарх счёл, что ответ консула был произнесён слишком надменным тоном, разъярился и ударил Деваля по лицу веером.
Нападение на консула тот счёл оскорблением своего достоинства, о чём сообщил в Париж. 15 июня 1827 года Франция выдвинула Алжиру ультиматум, в котором требовала извинений за оскорбления, наказания пиратов, права размещения войск на территории Алжира и требования режима наибольшего благоприятствования в торговле с ним, а также заявила, что уже полностью погасила свой долг компании «Бакри и Буснаш». Хусейн отказал в удовлетворении ультиматума, и тогда Франция предприняла блокаду Алжира своими военными кораблями. В последующие годы противостояние нарастало и окончилось введением французских войск в Алжир в 1830 году и его присоединению к Французской колониальной империи.

### Ликвидация компании
Вскоре после французской оккупации компания «Бакри и Буснаш» была признана банкротом и ликвидирована.